# NGC 1327
NGC 1327 (również PGC 12795) – galaktyka spiralna z poprzeczką (SBb), znajdująca się w gwiazdozbiorze Pieca. Odkrył ją w 1886 roku Ormond Stone.